# الوین علی‌اف
الوین علی‌اف (ترکی آذربایجانی: Elvin Əliyev؛ زادهٔ ۲۱ اوت ۱۹۸۴) بازیکن فوتبال اهل جمهوری آذربایجان است.
از باشگاه‌هایی که در آن بازی کرده‌است می‌توان به باشگاه فوتبال روان باکو، باشگاه فوتبال باکو، باشگاه فوتبال نفتچی باکو، و باشگاه فوتبال آزال باکو اشاره کرد.
وی همچنین در تیم ملی فوتبال جمهوری آذربایجان بازی کرده‌است.